# Белизе на Летњим олимпијским играма 2012.
Белизе се такмичио на Олимпијским играма 2012. одржаним у Лондону Уједињено Краљевство од 8 до 24. августа 2008. Ово је било девето учешће Белизеа на Олимпијским играма. Први пут се на играма појавио на Олимпијским играма 1976. у Монтреалу. Пре тога био је још два пута на Играма 1968. у Мексико ситију и 1972. у Минхену као Британски Хондурас.
Учествовао је су са троје спортиста (два мушкарца и једна жена), који су се такмичили у два спорта атлетици и џуду.
На церемонији свечаног отварања Игара заставу је носио атлетичар Кенет Медвуд.
Белизе је остао у групи земаља које до ових игара нису освајале олимпијске медаље.

## Учесници по спортовима
| Спорт     | Мушкарци | Жене | Укупно |
| --------- | -------- | ---- | ------ |
| Атлетика  | 1        | 1    | 2      |
| Џудо      | 1        | 0    | 1      |
| Укупно(2) | 2        | 1    | 3      |

## Резултати по спортовима

### Атлетика

#### Мушкарци
| Атлетичар Лични рекорд | Дисциплина     | Четвртфинале | Четвртфинале    | Полуфинале | Полуфинале | Финале           | Финале      | Детаљи |
| Атлетичар Лични рекорд | Дисциплина     | Резултат     | Пласман         | Резултат   | Пласман    | Резултат         | Пласман     | Детаљи |
| ---------------------- | -------------- | ------------ | --------------- | ---------- | ---------- | ---------------- | ----------- | ------ |
| Кенет Медвуд 49,54     | 400 м. препоне | 49,87        | 4. у групи 1 кв | 49,78      | 5 у пф. 2  | Није се пласирао | 17/ 46 (50) |        |

#### Жене
| Атлетичарка Лични рекорд | Дисциплина | Квалификације | Квалификације | Четвртфинале | Четвртфинале | Полуфинале        | Полуфинале        | Финале            | Финале       | Детаљи |
| Атлетичарка Лични рекорд | Дисциплина | Резултат      | Пласман       | Резултат     | Пласман      | Резултат          | Пласман           | Резултат          | Пласман      | Детаљи |
| ------------------------ | ---------- | ------------- | ------------- | ------------ | ------------ | ----------------- | ----------------- | ----------------- | ------------ | ------ |
| Каина Мартинез 11,74     | 100 м      | 11,81         | 2. у гр. 2 КВ | 11,89        | 8. у гр. 7   | Није се пласирала | Није се пласирала | Није се пласирала | 51 / 77 (79) |        |

## Џудо
Белизе је имао једног такмичара по позиву ИЈФ
Мушкарци
| Такмичар       | Дисциплина | Коло 16 такмичара  | Четвртфинале                        | Полуфинале         | Репесаж Четвртфинале | Репесаж Полуфинале | Финале             | Детаљи |
| Такмичар       | Дисциплина | Противник Резултат | Противник Резултат                  | Противник Резултат | Противник Резултат   | Противник Резултат | Противник Резултат | Детаљи |
| -------------- | ---------- | ------------------ | ----------------------------------- | ------------------ | -------------------- | ------------------ | ------------------ | ------ |
| Едермис Санчез | до 66 кг   |                    | Унгвари · Мађарска · Пор. 0000–0010 | Није се пласирао   | Није се пласирао     | Није се пласирао   | Није се пласирао   |        |